# Maurice Pourchet
Maurice-Jean-Fernand-Alexis Pourchet  (* 2. November 1906 in Morteau; † 2. Januar 2004) war Bischof von Saint-Flour.

## Leben
Maurice Pourchet empfing am 29. Juni 1931 die Priesterweihe. Johannes XXIII. ernannte ihn am 28. März 1960 zum Bischof von Saint-Flour. Der Erzbischof von Besançon Marcel-Marie-Henri-Paul Dubois weihte ihn am 31. Mai desselben Jahres zum Bischof; Mitkonsekratoren waren Jean-Julien Weber PSS, Bischof von Straßburg und Georges-Stanislas-Jean Béjot, Weihbischof in Reims. Am 6. Mai 1982 nahm Johannes Paul II. seinen altersbedingten Rücktritt an.
Im Alter von 97 Jahren starb er am 2. Januar 2004.